# Mástique

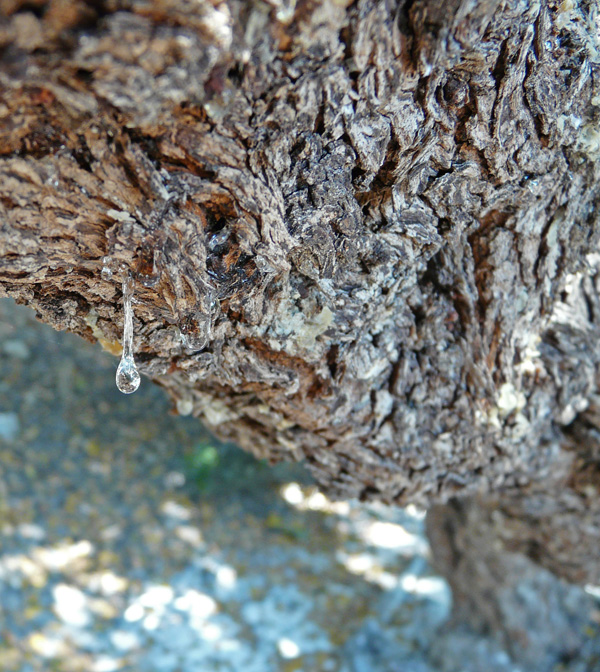
Uma gota de mástique pendurada em um galho de lentisco

O mástique, mástica ou almécega (também grafada almácega) é uma goma-resina obtida do planta do lentisco (Pistacia lentiscus), tradicional cultivada na ilha grega de Quios e na Turquia, usada na confecção de cosméticos, fármacos, tintas, materiais de construção, entre outros, sendo também notavelmente empregada no âmbito da culinária – por exemplo na fabricação do sorvete turco (dondurma) e do manjar turco.

## Etimologia
O substantivo «almécega» chega ao português por via do termo árabe marroquino 'al-maçtakā', que por seu turno provém do étimo grego antigo μαστιχειν (mastíkhē), que significa «goma de mascar».
As formas «mástique» e «mástica» entraram no português já no séc. XIII por meio do francês, derivados da palavra latina mastĭchē, a qual, por sua vez, também provém do já acima-mencionado étimo grego μαστιχειν.
Do sobredito étimo grego adveio, ainda, a palavra latina masticare, a qual derivou, ulteriormente, no termo português "mastigar".

## Descrição
O mástique é uma goma-resina vendida sob a forma de gotas ou lágrimas arredondadas, com cerca de 5 mm de diâmetro.
É amarela-clara, bastante brilhante, ficando mais opaca com o tempo. Pode ser quebradiça, mas amolece em baixas temperaturas. A mástique fresco é dissolvido em álcool e essência de terebintina, formando um verniz completamente transparente, sendo insolúvel em essências minerais.

## Usos
É aplicado geralmente em construção, para a vedação elástica de juntas estáticas ou com ligeiro movimento, tais como: vedação de carpintaria (madeira, alumínio e PVC) a obra, vidros, entre várias outras utilidades.
O mástique é usado na culinária turca como base do sorvete dondurma.
Durante a Idade Média e ainda durante o século XVII, a almécega chegou a ser usada, em Portugal, na confecção de mezinhas para ajudar com a dor de dentes, estômago nervoso, refluxo gástrico, inflamação da garganta, vómitos, gota, catarro e lúpias.

## Produção tradicional
A cidade grega de Mastichochoria é conhecida como um importante centro produtor do mástique.
Os "conhecimentos e práticas do cultivo de mástique na ilha de Quio" foram incluídos pela UNESCO em 2014 na lista representativa do Património Cultural Imaterial da Humanidade